# Steven John Ward
Steven John Ward (Johannesburgo, 2 de junio de 1990) es un actor sudafricano. Entre sus papeles más destacados se encuentran Ade en la película de terror House on Willow Street (2016), Elton en Queen Sono (2020), Ezra en Triggered (2020), y Dracule Mihawk en la serie One Piece (2023).

## Filmografía
| Año  | Título                             | Papel          | Notas |
| ---- | ---------------------------------- | -------------- | ----- |
| 2009 | Cartoon Network Dance Club         | Host           |       |
| 2012 | Death and the Life of Young Winter | Young Winter   |       |
| 2013 | Angel of the Skies                 | Johnny         |       |
| 2013 | La Patisserie                      | Peverell       |       |
| 2013 | Tempy Pushas                       |                |       |
| 2016 | No Man Left Behind                 | Seth Howard    |       |
| 2016 | House on Willow Street             | Ade            |       |
| 2020 | Queen Sono                         | Elton          |       |
| 2020 | Lockdown Heights                   | Timothy        |       |
| 2020 | Vagrant Queen                      | Chaz           |       |
| 2020 | Triggered                          | Ezra           |       |
| 2020 | Inconceivable                      | Nick Ribeiro   |       |
| 2021 | The Day We Didn't Meet             | Sam            |       |
| 2023 | Catch Me a Killer                  | Mark           |       |
| 2023 | One Piece                          | Dracule Mihawk |       |